# Pietraroja
Pietraroja község (comune) Olaszország Campania régiójában, Benevento megyében.

## Fekvése
A megye északnyugati részén fekszik, 60 km-re északkeletre Nápolytól, 30 km-re északnyugatra a megyeszékhelytől. Határai: Cerreto Sannita, Cusano Mutri, Guardiaregia, Morcone és Sepino.

## Története
A település ősét valószínűleg a Sulla által elpusztított szamnisz város, Telesia lakosai alapították. A 12. században egy földrengésben teljesen elpusztult és a lakosok egy új helyen építették újra. Első írásos említése 1269-ből származik. A következő századokban nemesi birtok volt. A 19. században nyerte el önállóságát, amikor a Nápolyi Királyságban felszámolták a feudalizmust.

## Népessége
A népesség számának alakulása:

## Főbb látnivalói
- San Rocco-templom
- San Francesco-templom
- Sant’Anna-kápolna
- Santa Maria Assunta in Cielo -templom